# Hayton and Mealo
Hayton and Mealo is een civil parish in het bestuurlijke gebied Allerdale, in het Engelse graafschap Cumbria. In 2001 telde het dorp 229 inwoners.